# Theo Stevenson
Theodore John „Theo” Stevenson (ur. 27 lutego 1998 w Banbury) – brytyjski aktor filmowy i telewizyjny, były aktor dziecięcy. Znany jest głównie z tytułowej roli w filmie Koszmarny Karolek.

## Życiorys

### Kariera
W 2007 roku zadebiutował jako aktor w filmie Fred Claus, brat świętego Mikołaja, grając postać młodego Nicholasa Clausa (którego dorosłą postać grał Paul Giamatti). Rok później wystąpił w filmie Najpierw strzelaj, potem zwiedzaj. W 2011 roku wcielił się w tytułową postać w filmie Koszmarny Karolek. 2 lata później odegrał postać Ethana w filmie StreetDance: Załoga gwiazd. Od 2015 roku występuje w roli Toby’ego w serialu Humans.